# Telergia
En parapsicología se llama telergia (del griego tele, lejos y ergon, acción) a una supuesta fuerza o energía que permite al médium producir los fenómenos paranormales en cuestión. Por ejemplo, transformar un objeto material con la mente (ideoplastia), percibir los pensamientos ajenos (telepatía) o inclusive la aparición de espíritus.